# Кокс (река)
Кокс (англ. Coxs River) — непересыхающая река, входящая в состав водосбора реки Хоксбери, расположена в регионах Центрального плоскогорья, Голубых гор и Макартюра Нового Южного Уэльса, Австралия. Длина реки — 155 километров.

## Описание
Исток реки находится в ущелье Гардинерс, в пределах государственного леса Бен-Буллен, к востоку от деревни Каллен-Буллен. Протекает через долину Мегалонг и часть территории национальных парков в Голубых Горах, включая Блу-Маунтинс и национальные парки Канангра-Бойд, направляясь в начале на юг, а затем на восток. В реку впадают пятнадцать притоков, включая реки Литл, Дженолан, Кедумба, Коумунг и Уоллондилли, потом сливается с рекой Уаррагамба, образуя озеро Буррагоранг. Падение реки равно 931 метру.

## История
Губернатор Маккуари назвал реку в честь Уильяма Кокса, военного офицера, дорожника и строителя.